# 35 Pułk Artylerii Polowej (Cesarstwo Niemieckie)

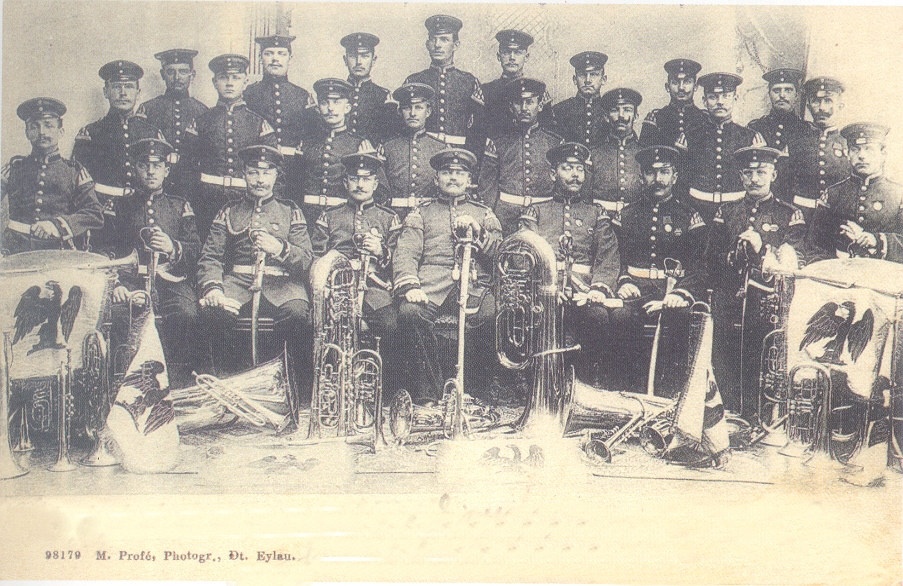
Orkiestra 35 regimentu artylerii w Iławie (1905 r.).

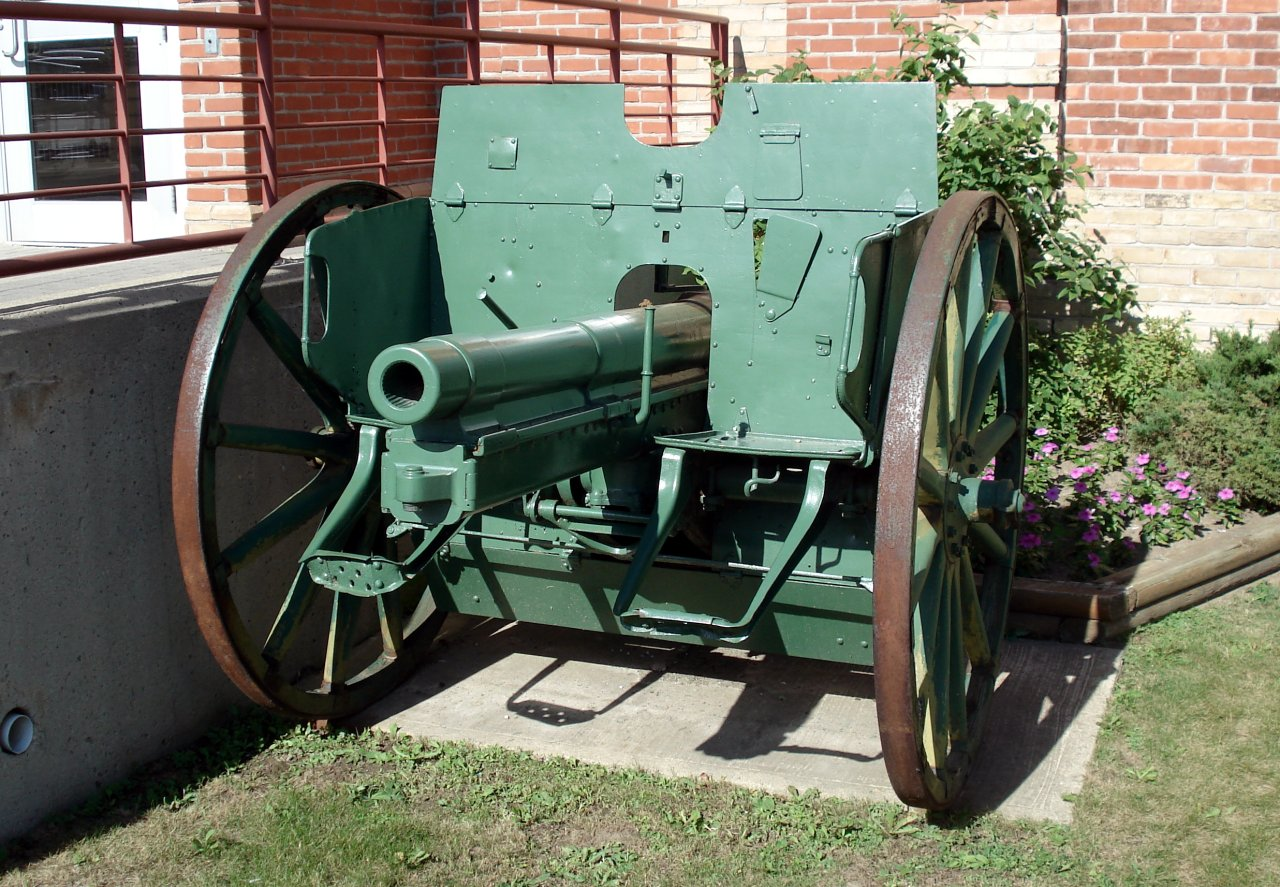
Armata 7,7 cm FK 96 n.A., podstawowa broń niemieckiej artylerii polowej w pierwszych latach wojny

35 Pułk Artylerii Polowej (1 Zachodniopruski) (niem. 1. Westpreußisches Feldartillerie-Regiment Nr. 35) – oddział artylerii polowej Armii Cesarstwa Niemieckiego.
Pułk sformowany został 1 lutego 1890 .

## Schemat organizacyjny
- XX Korpus Armii Niemieckiej, Olsztyn (Allenstein)
  - 41 Dywizja Piechoty (41. Infanterie-Division) – Iława
    - 41 Brygada Artylerii Polowej (41. Feldartillerie-Brigade) – Iława
      - 35 pułk artylerii polowej (1 Zachodniopruski) – Iława (Deutsch Eylau)

## Wyposażenie
Według standardowego schematu wyposażenia niemieckich dywizji, w momencie rozpoczęcia wojny w 1914 pułk miał 36 dział zgrupowanych w dwóch batalionach, po trzy baterie każdy. Jeden batalion miał 18 armat 7,7 cm FK 96 n.A., drugi również 18 tych armat albo 18 haubic 10,5 cm leFH 98/09 (jeden z czterech batalionów dywizji był wyposażony w haubice). W miarę postępu wojny ilość i rodzaj dział ulegały zmianie. Na przykład, jest prawdopodobne że w późniejszym okresie wojny pułk był wyposażony w armaty 7,7 cm FK 16.